# 孔帕爾山
47°27′19″N 11°35′5″E / 47.45528°N 11.58472°E

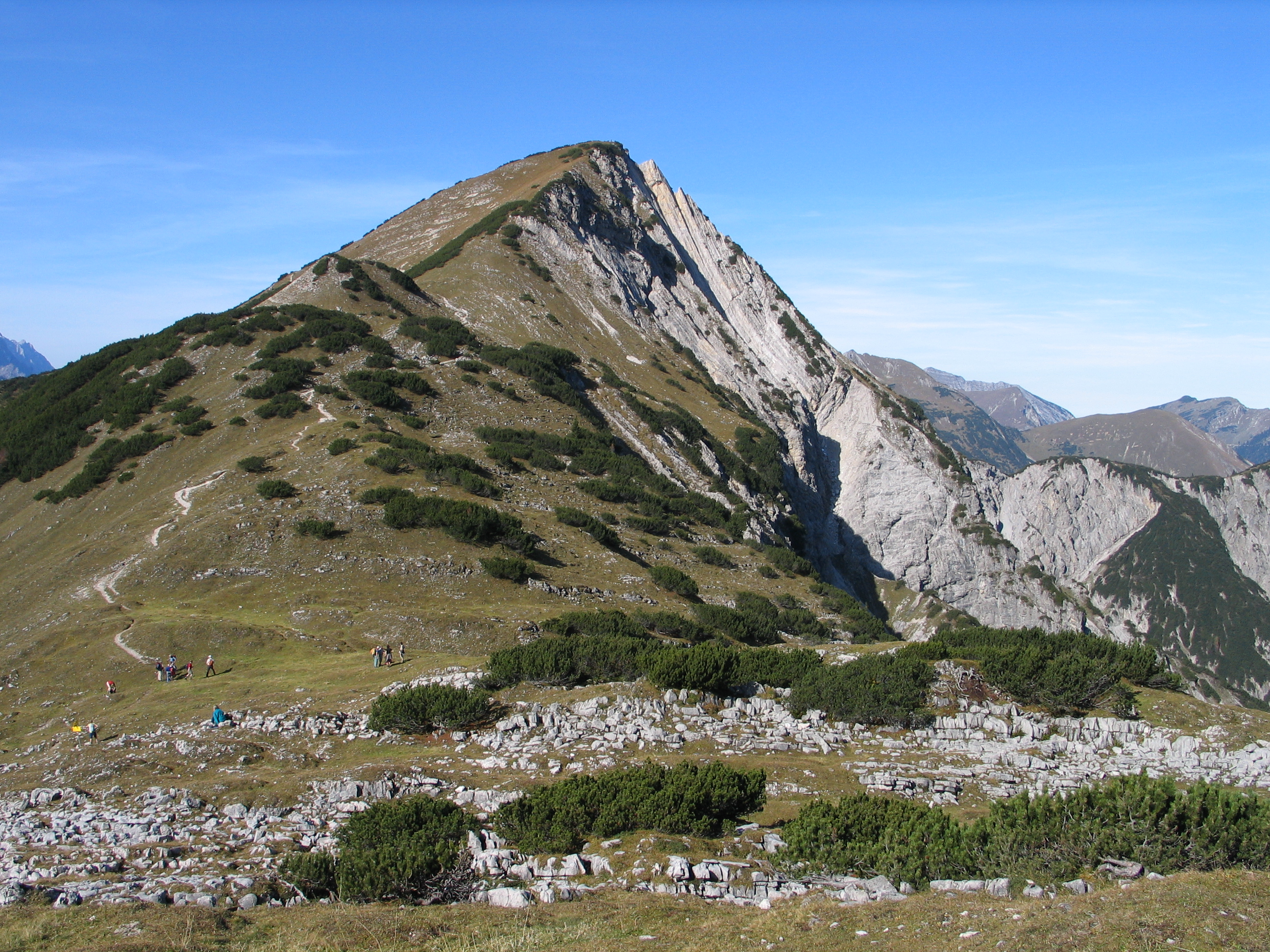

孔帕爾山（德語：Kompar），是奧地利的山峰，位於該國西部，由蒂羅爾州負責管轄，屬於卡爾文德爾山脈的一部分，距離蒙德沙因峰2.3公里，海拔高度2,011米，每年平均降雨量1,806毫米。